# Heimatmuseum Hünstetten
Das Heimatmuseum Hünstetten befindet sich im Ortsteil Bechtheim der Gemeinde Hünstetten in Hessen. Das Heimatmuseum zeigt die Geschichte, Tradition und Kultur der Gemeinde Hünstetten und ihrer zehn Ortsteile (Bechtheim, Beuerbach, Görsroth, Kesselbach, Ketternschwalbach, Limbach, Oberlibbach, Strinz-Trinitatis, Wallbach und Wallrabenstein). Es ist ein Bestandteil des Hünstetter Kulturpfads.
Das Museum wurde am 16. März 2025 feierlich eröffnet. Es befindet sich im denkmalgeschützten evangelischen Pfarrhaus von 1602 in der Ortsmitte von Bechtheim (Alte Ortsstraße 37) gegenüber der evangelischen Pfarrkirche. Das Heimatmuseum ist an jedem dritten Sonntag im Monat von 15 bis 18 Uhr geöffnet. Diese und weitere Öffnungszeiten werden regelmäßig veröffentlicht. Führungen für Gruppen sind nach Vereinbarung auch außerhalb der Öffnungszeiten möglich. Eintritt wird nicht erhoben.

## Die Ausstellung
Das Heimatmuseum Hünstetten nutzt die Vorarbeiten des Historischen Vereins Hünstetten sowie des Gemeindearchivs. Die Ausstellung wurde durch Mitglieder des Arbeitskreises Heimatmuseum gestaltet.
Das Museum bietet dauerhafte und wechselnde Ausstellungen zu den Themen:
- Jungsteinzeit, Michelsberger Kultur
- Schiefer; Burg Hünstetten-Wallrabenstein und Graf Walram IV. von Nassau, Bechtheimer Gebück
- Hünstetten im Ersten und Zweiten Weltkrieg

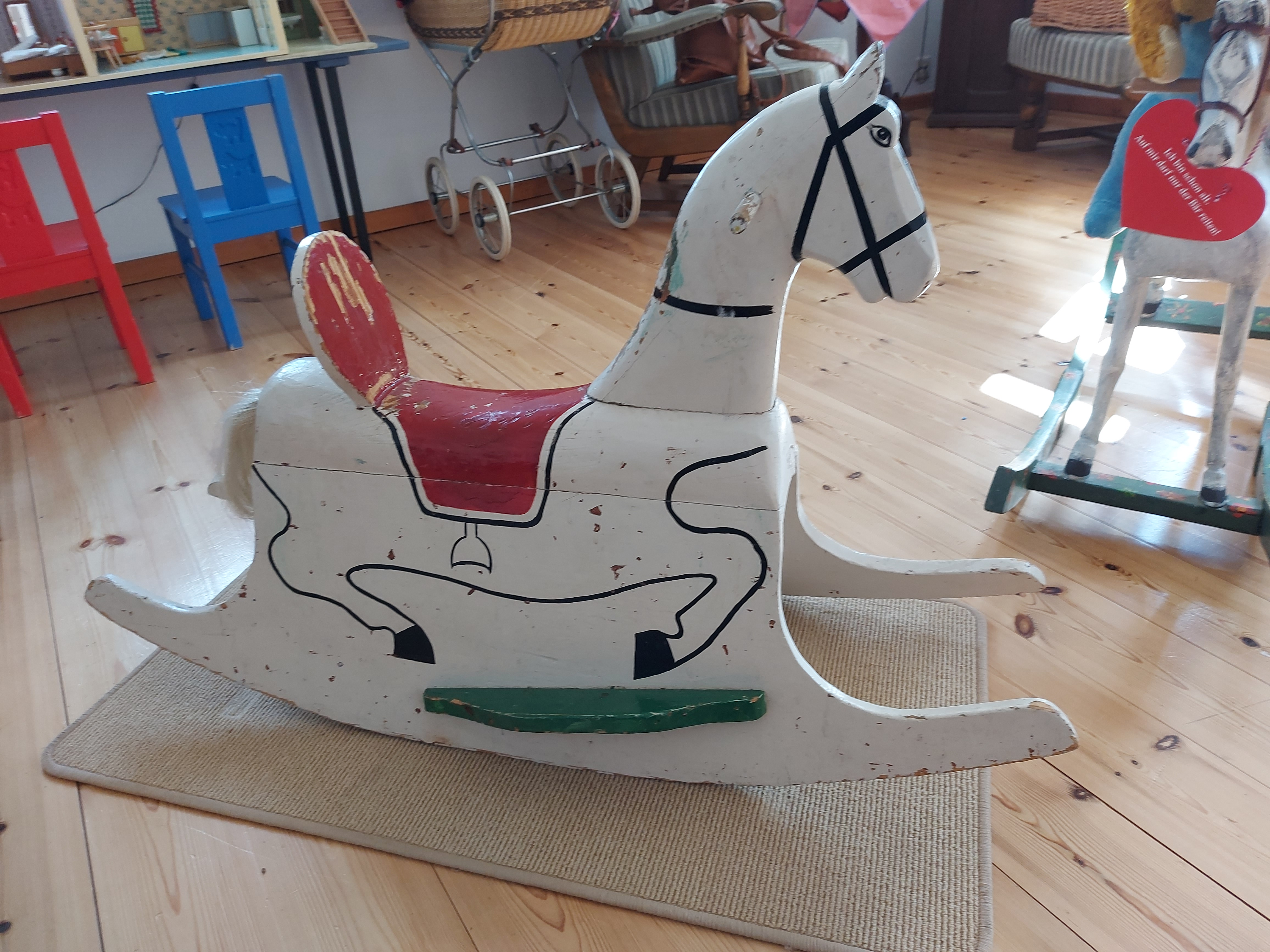
Schaukelpferd "Max"

- Unsere Dorfschulen
- Kindheit auf dem Dorf

## Museumspädagogik
Vorträge und Sonderführungen von Referenten über Heimatkunde und -geschichte werden im Museumstreff im Erdgeschoss angeboten. Im vernetzten Museum ermöglichen QR-Codes die Vertiefung einzelner Themen. Viele der in der Ausstellung "Kindheit auf dem Dorf" vorhandenen Exponate dürfen bespielt werden. 